# سلیمان‌میرزا قاجار
سلیمان‌میرزا قاجار، سی‌وچهارمین پسر فتحعلی‌شاه قاجار و جیران خانم، یکی از شاهزادگان قاجار بود که در چهارم محرم سال ۱۲۲۵ قمری به دنیا آمد. او همچنین به حکومت کرج گمارده شده بود.
زندگی نامه
سلیمان‌میرزا قاجار، سی‌وچهارمین پسر فتحعلی‌شاه قاجار، یکی از شاهزادگان قاجار بود که در چهارم محرم سال ۱۲۲۵ قمری به دنیا آمد. مادر او، جیران خانم، از ایل گوکلان ترکمن بود. ایل گوکلان تنها ایل ترکمن بود که در دههٔ ۱۲۶۰ قمری در دوران تلاش حکومت قاجار برای تسلط بر ترکمن‌ها، به‌طور کامل مطیع ایران شد. حضور مادر سلیمان‌میرزا به عنوان یکی از گوکلان‌ها در دربار به عنوان یکی از همسران شاه و توجه خاص فتحعلی‌شاه به سلیمان‌میرزا، که مادرش ترکمن بود، نقش مهمی در ایجاد این صلح بین قاجارها و ترکمن‌ها ایفا کرد. قبیله گوکلان ترکمن به دلیل ارتباط نزدیک با قاجارها و ایفای نقش در حوزه‌های نظامی و حکومتی، جایگاه ویژه‌ای در دربار پیدا کردند و به تعبیری پاسدار مرزهای شمال شرقی ایران شدند.
ویژگی‌های شخصیتی و افتخارات
سلیمان‌میرزا به دلیل شجاعت، زیبایی و هوش خود در دربار قاجار شناخته می‌شد. فتحعلی‌شاه علاقه بسیاری به او داشت و وی را در شمار محبوب‌ترین پسران خود قرار داده بود. در تقدیر از رشادت‌ها و جایگاه برجسته‌اش، شاه بازوبندی نفیس و خنجری مرصع به او اهدا کرد؛ نمادی از اعتبار و احترام ویژه‌ای که شاه به او قائل بود. در مراسم رسمی دربار، سلیمان‌میرزا در تالار سلام در جایگاهی نزدیک به شاه می‌نشست و از اعضای کلیدی و معتبر مجلس به شمار می‌آمد.
ازدواج و ارتباطات خانوادگی
سلیمان‌میرزا با آغا بیگم، دختر حاجی محمدحسین‌خان صدراصفهانی، ازدواج کرد. حاجی محمدحسین‌خان صدراصفهانی از رجال نامدار و ثروتمند اصفهان بود که صدراعظم فتحعلی‌شاه نیز بود و نفوذ زیادی در دربار داشت. از سوی دیگر، آغا بیگم از سمت مادر به خاندان حاجی ابراهیم اعتمادالدوله، مشهور به حاج ابراهیم‌خان کلانتر و نیز صدراعظم شیرازی، پیوند داشت و خواهر ابراهیم‌خان ناظر، یکی از مقامات مهم دربار بود. این ازدواج جایگاه سیاسی و اجتماعی سلیمان‌میرزا را در میان رجال عصر قاجار تثبیت کرد. حاصل این ازدواج یک پسر به نام داود میرزا و دو دختر بود.
کاخ سلیمانیه
کاخ سلیمانیه یکی از آثار معماری مهم دوران قاجار است که به افتخار تولد سلیمان‌میرزا و به دستور حاجی محمدحسین‌خان صدراصفهانی ساخته شد. این کاخ به دلیل طراحی خاص و تزئینات نفیس خود شناخته می‌شود و در نوع خود یکی از باشکوه‌ترین بناهای قاجاری محسوب می‌شود. کاخ سلیمانیه به فتحعلی‌شاه پیشکش شد و نام سلیمان‌میرزا با کاخ سلیمانیه برای همیشه در تاریخ معماری و هنر قاجار به ثبت رسید.  این کاخ به سبب نقاشی‌های معروف آن که پسران فتحعلی‌شاه و برادران آقامحمدخان را نشان می‌دهد، شهرت دارد.